# Mala Fama, Buena Vidha
Mala Fama, Buena Vidha é segundo álbum de estúdio do rapper mexicano, Dharius. O álbum foi lançado em 22 de junho de 2018.

## Listas de Música
1. Mala Fama, Buena Vida
2. Te Gustan Los Malos
3. Mala Vibra
4. Hey Morra
5. Es El Pinche Dharius
6. La Durango
7. Me Voy A Poner Bien Loco
8. Allá Por Cd. Juarez
9. Ando Bien Amanecido
10. Un Camión Lleno de Esas
11. De Party Sin Ti
12. Perro Loco[2][3]

## Produção
- Mauricio Garza– produtor executivo
- Dharius– vocal, letrista, produtor executivo